# Hélène Ahrweiler

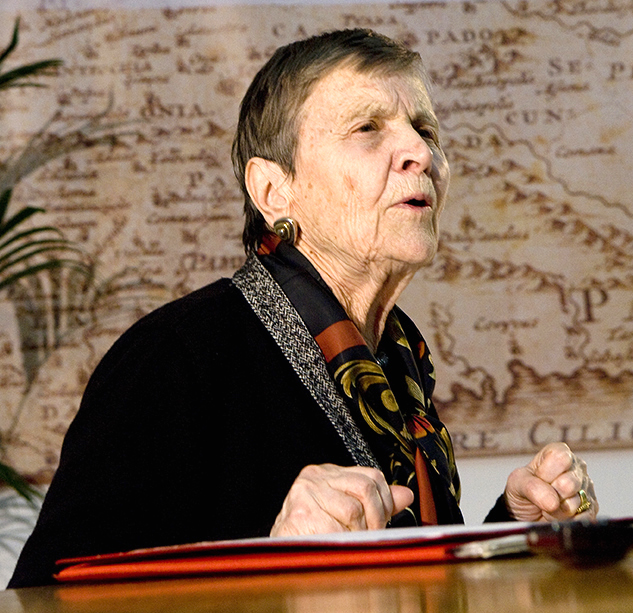
Hélène Ahrweiler während eines Vortrags (2010)

Hélène Ahrweiler, geborene Glykatzi (griechisch Ελένη Γλύκατζη-Αρβελέρ; * 29. August 1926 in Athen) ist eine griechisch-französische Byzantinistin und Bildungsfunktionärin. Zudem ist sie UNICEF-Botschafterin für Griechenland.

## Leben
Ahrweiler wurde als Tochter von Flüchtlingen aus Kleinasien in Athen geboren. Als Schülerin am Gymnasium war sie während des Zweiten Weltkriegs im Widerstand gegen die deutschen Besatzer aktiv. Sie studierte Geschichte und Archäologie an der Universität Athen und zog 1953 nach Paris, wo sie 1956 einen Abschluss in Geschichte machte. Von 1955 bis 1966 war sie Forschungsmitarbeiterin beim Centre national de la recherche scientifique (CNRS), zuletzt als maître de recherches. Sie heiratete 1958 den französischen Industriellen Jacques Ahrweiler. 
Nach Abschluss ihrer Thèse d’État (entspricht etwa einer Habilitation) über Byzanz und das Meer (1966) wurde sie 1967 als Professorin an die Universität Paris berufen. Im akademischen Jahr 1969/70 war sie dort Direktorin der Abteilung für Geschichte in der geisteswissenschaftlichen Fakultät. Als  die Pariser Universität im Zuge einer Hochschulreform zum Jahreswechsel 1970/71 aufgeteilt wurde, gehörte Ahrweiler zu den Gründern der auf Geistes-, Sozial- und Rechtswissenschaften spezialisierten Université Paris 1 Panthéon-Sorbonne. Sie war von 1970 bis 1973 erste Vizepräsidentin und von 1976 bis 1981 Präsidentin dieser Universität. In dieser Zeit war sie auch Vizepräsidentin der Konferenz der Universitätspräsidenten Frankreichs. Als Nachfolgerin Paul Lemerles leitete und entwickelte sie das Centre de recherches d’histoire et civilisation byzantines (Forschungszentrum für byzantinische Geschichte und Kultur). 
Sie wurde 1982 zur Rektorin der Académie von Paris ernannt, das heißt zur Leiterin der regionalen Bildungsbehörde, der die Schulen und Hochschulen in der französischen Hauptstadt unterstehen. Dieses Amt hatte sie bis 1989 inne, zugleich war sie von 1983 bis 1989 Vizepräsidentin des Hohen Rats für nationale Bildung. Von 1989 bis 1991 war Ahrweiler Direktorin des Centre Georges Pompidou. Sie stand von 1993 bis 1997 dem Ethikausschuss des CNRS vor.
Für ihre Verdienste erhielt sie zahlreiche Ehrungen und war Ehrendoktor verschiedener Universitäten, darunter die Universitäten von  London, Belgrad, New York, New Brunswick (Kanada), Lima, Harvard, Haifa, Freiburg und Thessaloniki.

## Auszeichnungen (Auswahl)
- 1978: Wahl zum korrespondierenden Mitglied der British Academy
- 1983: Auswärtiges Mitglied der Akademie der Wissenschaften der DDR[3]
- 1984: Großes Silbernes Ehrenzeichen mit dem Stern für Verdienste um die Republik Österreich[4]
- Kommandeur der Ehrenlegion[2]
- Kommandeur des griechischen Orden der Ehre[2]
- Großoffizier des Ordre national du Mérite[2]
- Kommandeur des Ordre des Arts et des Lettres[2]
- Offizier des Ordre des Palmes Académiques[2][5]
- Kommandeur des Dannebrogordens[2]

## Werke
- Byzance et la mer. La Marine de Guerre, la politique et les institutiones maritimes de Byzance aux VIIe–XVe siècles. Paris 1966.
- Études sur les structures administratives et sociales de Byzance, 1971.
- L'Idéologie politique de l'empire byzantin, 1975.
- Byzance: les pays et les territoires, 1976.
- Geographica Byzantina, 1981.
- The Making of Europe, 1999.
- Les Européens, 2000.
- Le Roman d'Athènes, 2004.